# LOVE/HATE
『LOVE/HATE』（ラヴ ヘイト）はART-SCHOOLの2ndアルバムである。2003年11月12日に東芝EMI（現：EMIミュージック・ジャパン）からリリースされた。
CD-EXTRA仕様となっており、「SWANSONG」と「LILLY」の2曲のビデオ・クリップが収録している。
木下は「毎日レコーディング中、酒を持ち込んで呑みながらやっていた」と語っている。

## 収録曲
1. 水の中のナイフ
  - タイトルはロマン・ポランスキー監督の『水の中のナイフ』より。木下は「ただ単にノリのいい曲。歌入れ直前にいとこの結婚式に参加し、そのときの思いが歌に影響している」と語っている[1]。
2. EVIL
  - シングル「EVIL」より。木下曰く「攻撃的で攻めるといった感じ」[1]。PVは演奏シーンと、ある部屋で戯れるメンバーと一人の女性の光景という内容。また、かなりの費用をかけて車を爆破するシーンを撮影したが結局数秒しか使わなかった（「UNDER MY SKIN」のPVでもそのシーンは見られる）。
3. モザイク
  - シングル「EVIL」より。木下は「後に聴き直してエグい、自堕落だなと感じた」と語っている[1]。
4. BUTTERFLY KISS
  - 歌詞の「彼女は死んだ」という言葉について木下は「どこか遠くにいる人」という意味で使ったという[1]。また「本当に好きな人には触れない、そういう思いを歌った曲」と語っている[1]。
5. イノセント
  - 木下は「いつの間にか虚ろになってしまった自分のことを書いた。曲は明るくて逆にいいと思う」と語っている[1]。
6. アパシーズ・ラスト・ナイト
  - 木下は「射精の後の無感覚さを歌った曲」と語っている[1]。
7. LOVE/HATE
  - 木下は「自分であまりの暗さにびっくりした。大阪のライブで一度だけ泣きながら歌ったことがある」と語っている[1]。
8. ジェニファー'88
  - シングル「EVIL」より。木下は「映画『ジェニファー8』を見た記憶を元に1988年生まれの女性を想起して歌詞を書いた。カレッジ・ロックっぽさがあってよい」と語っている[1]。
9. BELLS
  - 木下は「J・マスシスのソロ・アルバムの曲の音を再現しようと日向と二人で試行錯誤していた」と語っている[1]。
10. SKIRT
  - シングル「SWAN SONG」より。木下が好きな曲だったので本アルバムに再録した[1]。
11. UNDER MY SKIN
  - シングル「UNDER MY SKIN」より。「フィードバックノイズとイントロのベースラインが気に入っている曲[2]。『GOO』のころのソニック・ユースみたいなノイズが出したかった」と語っている[2]。PVの世界観は「EVIL」と同じだが、色調やカメラワーク、セットなどが異なる。
12. プールサイド
13. しとやかな獣
  - 曲名は映画『しとやかな獣』より。木下は「人間が生きていることに大した理由はない。だから素晴らしいということを歌った」と語っている[1]。
14. SONNET
  - 木下は「子供の声を入れようと思い、子供の声ばかりが入ったDVDを素材として使った」と語っている[1]。アコースティック・ギターは日向が弾いている[1]。
15. SEAGULL
  - 初回限定版のみ収録のシークレットトラック。しかし、ブックレットには歌詞が掲載されている。